# Diego Valverde Villena
Pour les articles homonymes, voir Valverde et Villena (homonymie).
 (janvier 2024).
Si vous disposez d'ouvrages ou d'articles de référence ou si vous connaissez des sites web de qualité traitant du thème abordé ici, merci de compléter l'article en donnant les références utiles à sa vérifiabilité et en les liant à la section « Notes et références ».
Diego Valverde Villena, né le 6 avril 1967 à Lima au Pérou, est un poète espagnol d'origine péruvienne.

## Biographie
Diego Valverde Villena est né en avril 1967 dans le district de San Isidro à Lima. Né de père espagnol et de mère bolivienne, tous deux nationalisés péruviens, Diego Valverde a lui-même les nationalités espagnole et péruvienne.
Sa vie a toujours été liée à la littérature. Entre 1992 et 1998, il est professeur de langue et littérature dans plusieurs universités, notamment à l'université Mayor de San Andres de La Paz, Bolivie. Puis de 2002 à 2004,  il travaille au Secrétariat d'État de la Culture d'Espagne. Enfin, de 2006 à 2009, il est directeur du Salon du Livre de Valladolid, en Espagne.

## Formation
Valverde est diplômé en philologie hispanique, philologie anglaise et philologie allemande. Il a suivi des études de spécialisation en langue et littérature aux universités de Salamanque, Édimbourg, Dublin et Wroclaw. Il a fait des études doctorales dans les universités d'Oxford, Heidelberg, Tubingen, Chicago et à l'université complutense de Madrid.

## Style
D'après Julio Martinez Mesanza (voir bibliographie), la poésie de Valverde Villena est un « exemple de coexistence parfaite entre vie et culture ». Sa riche formation lui permet de trouver son inspiration dans des sources diverses ; de ce fait, sa poésie est tissée de références très subtiles à diverses cultures. La musique, l'anthropologie, l'histoire, le cinéma et la religion trouvent aussi leur place dans ses poèmes.
Mesanza évoque les influences médiévales de Valverde : les troubadours provençaux, le Minnesang allemand et Ausias March. D'autres critiques ont signalé aussi l'influence du conceptisme baroque (notamment celui de John Donne) et de T. S. Eliot dans sa manière d'envisager l'anthropologie et la religion et de les transformer en matériaux poétiques.

## Œuvres

### Poèmes
- El difícil ejercicio del olvido, La Paz, Bolivie, 1997.
- Chicago, West Barry, 628, Logroño, Espagne, 2000.
- No olvides mi rostro, Madrid, 2001.
- Infierno del enamorado, Valladolid, 2002.
- El espejo que lleva mi nombre escrito, Le Caire, 2006.
- Shir Hashirim, Madrid, 2006.
- Un segundo de vacilación. Antología personal, La Paz, Bolivie, 2011. (Une seconde d'hésitation, traduit par Édouard Pons, Revue Phoenix, 24, Hiver, 2017).
- Panteras, Huerga y Fierro, Madrid, 2015.

### Essais
- Para Catalina Micaela: Álvaro Mutis, más allá del tiempo, UMSA, La Paz, Bolivie, 1997.
- Varado entre murallas y gaviotas. Seis entradas en la bitácora de Maqroll el Gaviero, Ed. Gente Común, La Paz, Bolivie, 2011.
- Dominios inventados, Plural, La Paz, Bolivie, 2013.
- Poesía boliviana reciente dans La Jornada Semanal, Mexico, 27 juin 1999.
- El espejo de la calle Gaona: los pasadizos entre ficción y realidad en Jorge Luis Borges, Clarín, 30, nov.-décembre 2000, p. 5-10.
- Mujeres de mirada fija y lento paso: el eterno femenino en la poesía de Álvaro Mutis, Excelsior, Mexique, 7 juin 2002.
- Hechos de armas bajo la bandera de Álvaro Mutis, Letras Libres, 10, juillet, 2002, p. 46-48.
- Spain: Agape and Conviviality at the Table, dans Culinary Cultures of Europe, Council of Europe Publishing, Strasbourg, 2005.
- Los caminos de T.S. Eliot, Renacimiento, 59-60, Séville, 2008, p. 106-108.
- « Le regard qui écrit », Cahiers de L'Herne, 120 (Pierre Michon), 2017. Traduit par Albert Bensoussan.

### Traductions
Diego Valverde a un vaste parcours comme traducteur en espagnol à partir de l'allemand, du français, de l'anglais, de l'italien et du portugais. Il a traduit, parmi des autres, Arthur Conan Doyle, Rudyard Kipling, John Donne, George Herbert, Ezra Pound, Gerard Manley Hopkins, Paul Éluard, Valery Larbaud, Nuno Júdice, Jorge de Sousa Braga et Paul Celan.